# The Legendary Pink Dots
The Legendary Pink Dots (LPD) — британский музыкальный коллектив, основанный в 1980 году в Лондоне, а в 1984 году переехавший в Неймеген (Нидерланды), где и базируется по сей день. На счету группы более 80 альбомов.

## История
По официальной версии, своё название группа получила благодаря старому пианино 1908 года, которое стояло в студии. Его клавиши по неизвестной причине были покрыты пятнами розового лака для ногтей. Изначальное название группы — «One Day»
LPD — это непростые для понимания, мифологичные тексты Эдварда Ка-Спела (Edward Ka-Spel) и эклектичная, на стыке стилей, музыка. Группа не пользуется большой известностью, однако её творчество вдохновляет многих преданных поклонников по всему миру.
Через все годы существования группы прошли только двое участников — Эдвард Ка-Спел и Фил Найт (Phil Knight). Состав группы не менялся много лет, однако в марте 2010 года гитарист Мартин де Клер (Martijn de Kleer) и саксофонист Нильс Ван Хорн (Niels van Hoorn) покинули коллектив. 
 
В данный момент[когда?] группа существует в следующем составе:
- Edward Ka-Spel — вокал, клавишные, семплеры, тексты песен
- Phil Knight (The Silverman) — клавишные, семплеры
- Erik Drost — гитары, бас
- Raymond Steeg — звукорежиссёр

## Дискография

### Студийные альбомы
- 1981 — Only Dreaming
- 1982 — Brighter Now
- 1983 — Curse
- 1984 — Faces in the Fire (EP)
- 1984 — The Tower
- 1985 — The Lovers
- 1985 — Asylum
- 1986 — Island of Jewels
- 1988 — Any Day Now
- 1989 — The Golden Age
- 1990 — The Crushed Velvet Apocalypse
- 1990 — Four Days
- 1991 — The Maria Dimension
- 1992 — Shadow Weaver
- 1993 — Malachai (Shadow Weaver Part 2)
- 1994 — 9 Lives to Wonder
- 1995 — From Here You’ll Watch the World Go By
- 1997 — Hallway of the Gods
- 1998 — Nemesis Online
- 2000 — A Perfect Mystery
- 2002 — All the King’s Horses
- 2002 — All the King’s Men
- 2002 — Synesthesia
- 2004 — The Whispering Wall
- 2004 — Poppy Variations
- 2006 — Your Children Placate You from Your Premature Graves
- 2008 — Plutonium Blonde
- 2010 — Seconds Late for the Brighton Line
- 2012 — The Creature That Tasted Sound
- 2013 — Taos Hum
- 2013 — The Gethsemane Option
- 2013 — Code Noir
- 2013 — The Curse of Marie Antoinette
- 2014 — 10 to the Power of 9, Volume 1
- 2014 — 10 to the Power of 9, Volume 2
- 2015 — Five Days
- 2016 — The Seismic Bleats of Quantum Sheep
- 2016 — Pages of Aquarius
- 2019 — Angel in the Detail
- 2022 — The Museum Of Human Happiness

### Chemical Playschool
Серия дисков «Chemical Playschool» представляет собой экспериментальную и импровизационную сторону творчества группы.
- 1981 — Chemical Playschool 1+2
- 1983 — Chemical Playschool 3+4
- 1995 — Chemical Playschool 8+9
- 1997 — Chemical Playschool 10
- 2001 — Chemical Playschool 11+12+13
- 2006 — Alchemical Playschool
- 2012 — Chemical Playschool 15
- 2014 — Chemical Playschool 16 & 18
- 2016 — Chemical Playschool 19 & 20